# Dărmănești (Dâmbovița)
Dărmănești è un comune della Romania di 4 622 abitanti, ubicato nel distretto di Dâmbovița, nella regione storica della Muntenia.
Il comune è formato dall'unione di 2 villaggi: Dărmănești e Mărginenii de Sus.